# La Conquête du monde
Pour l’article homonyme, voir Risk pour le jeu d'Albert Lamorisse.
La Conquête du monde (Conquest of the World) est un jeu vidéo combiné à un jeu de plateau développé et édité par Philips, sorti en 1981 sur la console Videopac.
En Europe, il est le premier, de la gamme (Master Strategy Series) lancée alors que le marché du jeu vidéo est en perte de vitesse, se concentrant sur des éléments de jeux de société traditionnels et reléguant la console de jeu au rôle d'assistant ou de lanceur de dés.

## Système de jeu
Le principe du jeu reprend celui de Risk,. Il se joue sur un plateau représentant une carte du monde simplifiée de 43 pays regroupés en 11 zones d'influence. Chaque pays possède un nombre de « PBU », représentant sa puissante économique et militaire. Les joueurs (jusqu'à 4) choisissent un pays de départ et y apposent le marqueur magnétique de leur couleur.
Lors d'une première phase, les joueurs vont pouvoir, à tour de rôle, réaliser des alliances avec un des autres pays de leur zone d'influence, recevant des jetons PBU en fonction de la puissance du nouvel allié.
Lorsqu'un des joueurs est allié avec l'intégralité des pays de sa zone d'influence, il peut déclarer la guerre à un pays adverse en dépensant ses jetons PBU. Le Videopac est alors utilisé pour une phase de simulation de combat (opposant tanks, bateaux ou avions au choix du joueur), rappelant le jeu Air-Sea War (en), ou encore le Combat de l'Atari 2600. Le résultat de l'affrontement sur la console décide de l'issue du combat et permet ou non à l'attaquant de mettre un marqueur de sa couleur sur le pays conquis. Les tours s'enchaînent ainsi jusqu'à ce que l'un des joueurs réussisse à conquérir le monde.

## Accueil
Le jeu a été nommé dans la catégorie « Meilleur jeu vidéo multi-joueur » des 1983 Arcade Awards décernés par le magazine Electronic Games.